# Lada Azimut
Lada Azimut (укр. Лада Азімут) ― кросовер, що буде випускатися російським виробником АвтоВАЗ з 2026 року.

## Опис
Azimut був представлений 18 червня 2025 року та побудований на базі Lada Vesta.
Azimut отримав такі габарити: 4416×1838×1607 мм. Об'єм паливного бака становить 55 літрів.
Автомобіль оснащений переднім приводом та моторами на 1,6 та 1,8 літра потужністю 120 та 132 к.с. відповідно.